# Округ Мид (Јужна Дакота)
Округ Мид (енгл. Meade County) је округ у америчкој савезној држави Јужна Дакота.

## Демографија
По попису из 2010. године број становника је 25.434, што је 1.181 (4,9%) становника више него 2000. године.
| Група             | 2000.          | 2010.          |
| Белци             | 22.212 (91,6%) | 22.951 (90,2%) |
| Афроамериканци    | 360 (1,5%)     | 319 (1,3%)     |
| Азијати           | 153 (0,6%)     | 165 (0,6%)     |
| Хиспаноамериканци | 509 (2,1%)     | 773 (3,0%)     |
| Укупно            | 24.253         | 25.434         |